# 愛媛県道326号松山松前伊予線
愛媛県道326号松山松前伊予線（えひめけんどう326ごう まつやままさきいよせん）は、愛媛県松山市と伊予市に至る一般県道である。

## 概要

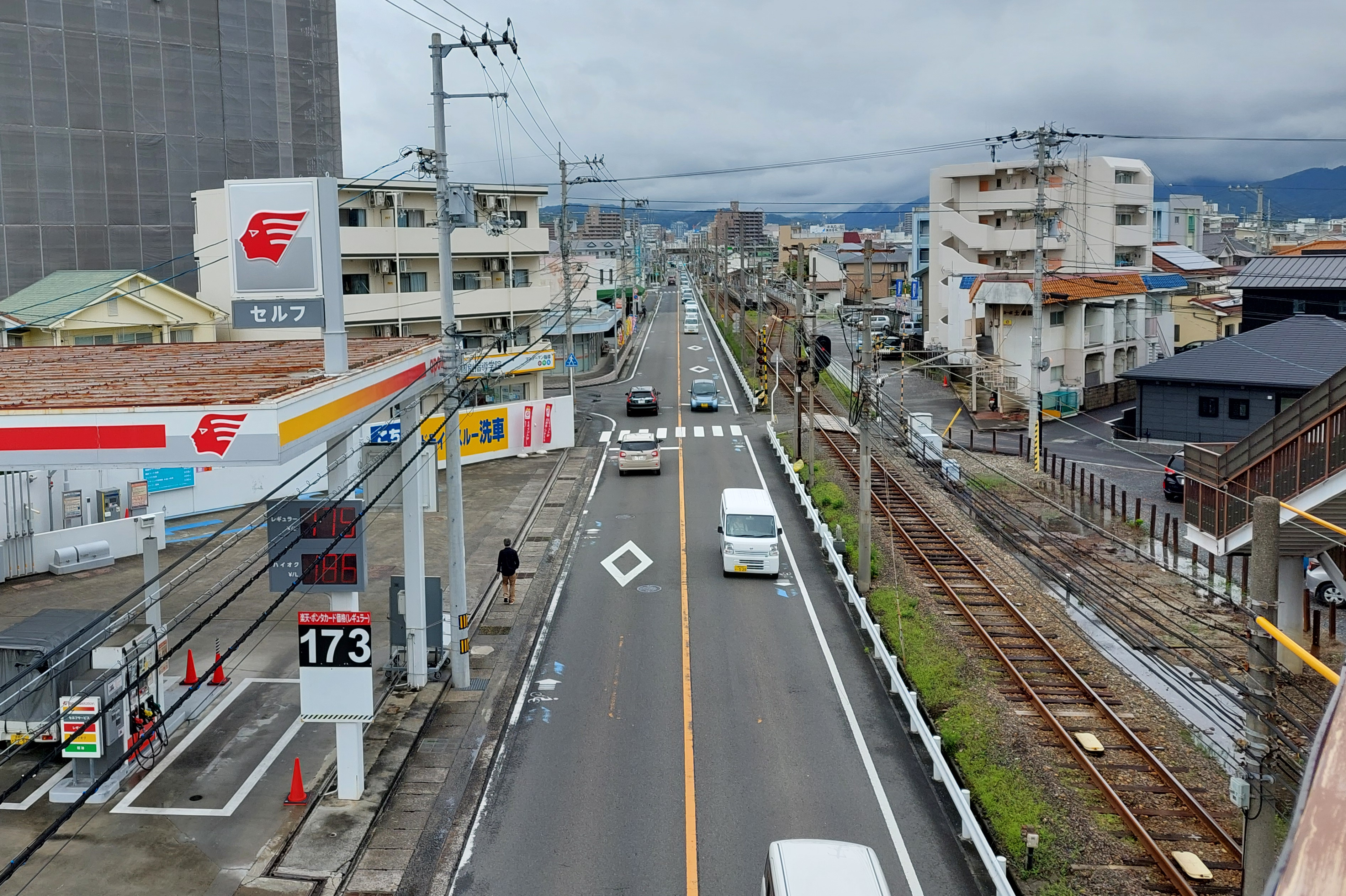
県道326号（松山市土居田町）

土橋町交差点（旧空港通り合流地点）から終点までは、東側のバイパスが開通するまでの旧国道56号である。

### 路線データ
- 起点：松山市和泉北1丁目（和泉北交差点、国道56号交点、愛媛県道16号松山伊予線起点）
- 終点：伊予市下吾川（伊予農高北交差点、国道378号交点、愛媛県道22号伊予松山港線起点）
- 総延長：6.9 km

## 路線状況

### 重複区間
- 愛媛県道18号松山空港線（松山市土橋町・土橋町交差点 - 松山市空港通1丁目・空港通入口交差点）
- 愛媛県道219号砥部伊予松山線（松山市余戸南4丁目 - 伊予郡松前町大字西高柳）
- 愛媛県道22号伊予松山港線（伊予郡松前町大字筒井・宗意原交差点 - 伊予市下吾川・伊予農高北交差点（終点））

### 道路施設

#### 橋梁
- 出合橋（重信川、松山市 - 伊予郡松前町）

## 地理

### 通過する自治体
- 松山市
- 伊予郡松前町
- 伊予市

### 交差する道路
| 交差する道路                                    | 市町村名 | 市町村名 | 交差する場所 | 交差する場所            |
| ----------------------------------------------- | -------- | -------- | ------------ | ----------------------- |
| 国道56号 愛媛県道16号松山伊予線                 | 松山市   | 松山市   | 和泉北1丁目  | 和泉北交差点 / 起点     |
| 愛媛県道18号松山空港線 重複区間起点             | 松山市   | 松山市   | 土橋町       | 土橋町交差点            |
| 愛媛県道18号松山空港線 重複区間終点             | 松山市   | 松山市   | 空港通1丁目  | 空港通入口交差点        |
| 愛媛県道190号久米垣生線                         | 松山市   | 松山市   | 余戸中1丁目  | 余戸交番前交差点        |
| 愛媛県道190号久米垣生線 外環状バイパス          | 松山市   | 松山市   | 余戸南4丁目  |                         |
| 愛媛県道219号砥部伊予松山線 重複区間起点        | 松山市   | 松山市   | 余戸南4丁目  |                         |
| 愛媛県道219号砥部伊予松山線 重複区間終点        | 伊予郡   | 松前町   | 大字西高柳   |                         |
| 愛媛県道214号八倉松前線                         | 伊予郡   | 松前町   | 大字浜       | 松前町浜交差点          |
| 愛媛県道22号伊予松山港線 重複区間起点           | 伊予郡   | 松前町   | 大字筒井     | 宗意原交差点            |
| 国道378号 愛媛県道22号伊予松山港線 重複区間終点 | 伊予市   | 伊予市   | 下吾川       | 伊予農高北交差点 / 終点 |

### 交差する鉄道
- 予讃線
- 伊予鉄道郡中線

### 沿線
- 松山市立雄郡小学校
- 松前町立岡田小学校
- 松前町立松前小学校
- 愛媛県立伊予農業高等学校
- 愛媛県警察学校
- 松前郵便局
- 伊予鉄道郡中線

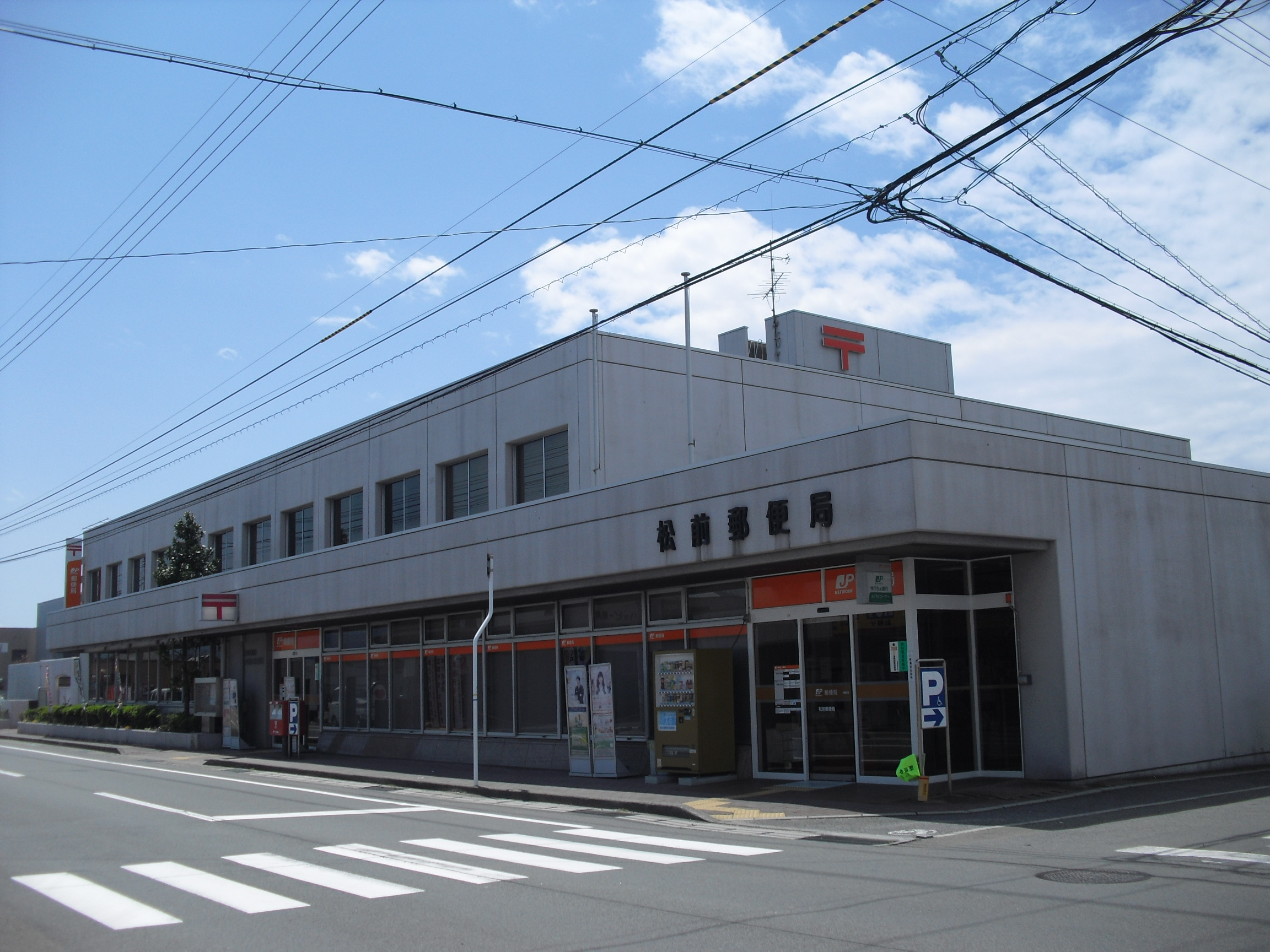
県道326号（松前郵便局）

  - 土居田駅 - 余戸駅 - 鎌田駅 - 地蔵町駅 - 新川駅